# Михайлюк Василь Петрович
Василь Петрович Михайлюк (нар. 3 січня 1949, село Саливонки, тепер Васильківського району Київської області) — український діяч, 1-й секретар Васильківського міськкому КПУ Київської області, голова Фастівської райдержадміністрації Київської області. Народний депутат України 1-го скликання. Член-кореспондент Міжнародної кадрової академії (1999).

## Біографія
Народився у селянській родині. Трудову діяльність розпочав причіплювачем колгоспу «Зоря комунізму» Васильківського району Київської області.
У липні 1966 — липні 1967 року — слюсар Гребінківського заводу «Цукрпроммеханізація», слюсар Київського авіаційного завод. У липні 1967 — травні 1968 року — інструктор зі спорту Саливонківського цукрового заводу Васильківського району Київської області.
У травні 1968 — липні 1970 року — служба у Військово-Морському Флоті СРСР: секретар комітету ВЛКСМ в/ч 06017.
У липні — грудні 1970 року — турбініст Саливонківського цукрового заводу Васильківського району Київської області.
З грудня 1970 року — інструктор, 2-й секретар Васильківського міського комітету ЛКСМУ Київської області.
Член КПРС з 1972 до 1991 року.
У 1975 році закінчив Білоцерківський сільськогосподарський інститут Київської області, вчений агроном.
У жовтні 1975 — березні 1979 року — оперативний працівник Управління КДБ УРСР в місті Києві і Київській області.
У березні 1979 — серпні 1984 року — секретар, голова Васильківського районного комітету профспілки працівників сільського господарства.
У серпні 1984 — лютому 1985 року — секретар партійного комітету радгоспу «Калинівський» Васильківського району Київської області.
У лютому — листопаді 1985 року — голова правління колгоспу «Хлібороб» села Велика Вільшанка Васильківського району Київської області.
Закінчив Вищу партійну школу при ЦК КПУ.
У листопаді 1985 — серпні 1991 року — 2-й секретар, 1-й секретар Васильківського міського комітету КПУ Київської області.
18.03.1990 року обраний народним депутатом України, 2-й тур, 58,95 % голосів, 6 претендентів. Входив до групи «За соціальну справедливість». Член Комісії ВР України з питань соціальної політики та праці.
У січні — червні 1992 року — завідувач відділу соціального забезпечення виконкому Васильківської міської Ради Київської області.
У червні 1992 — вересні 1993 року — голова Васильківської районної ради народних депутатів Київської області.
У вересні 1993 — липні 2000 року — голова правління Відкритого акціонерного товариства "Птахофабрика «Україна» Київської області.
У липні — вересні 2000 року — 1-й заступник начальника Головного управління сільського господарства і продовольства Київської обласної державної адміністрації. У вересні — листопаді 2000 року — начальник Головного управління праці та соціального захисту населення Київської обласної державної адміністрації.
У листопаді 2000 — березні 2005 року — голова Фастівської районної державної адміністрації Київської області.
Потім — на пенсії.

## Нагороди
- орден Данила Галицького (.10.2004)[3]
- медалі
- почесна грамота Кабінету Міністрів України (.02.2004)[4]
- заслужений працівник сільського господарства України (1999)[5]